# Акейдия (приход)
Аке́йдия (англ. Acadia Parish, фр. Paroisse de l'Acadie) — приход штата Луизиана, США. Официально образован в 1886 году. По состоянию на 2010 год, численность населения составляла 61 773 человека.

## География
По данным Бюро переписи США, общая площадь прихода равняется 1 701,632 км², из которых 1 696,452 км² — суша и 5,957 км², или 0,400 %, — это водоёмы.

## Население
По данным переписи населения 2000 года на территории прихода проживает 58 861 жителей в составе 21 142 домашних хозяйства и 15 666 семей. Плотность населения составляет 35,00 человек на км2. На территории прихода насчитывается 23 209 жилых строений, при плотности застройки около 14,00-ти строений на км2. Расовый состав населения: белые — 79,50 %, афроамериканцы — 18,10 %, коренные американцы (индейцы) — 0,30 %, азиаты — 0,30 %, гавайцы — 0,00 %, представители других рас — 0,60 %, представители двух или более рас — 1,30 %. Испаноязычные составляли 1,70 % населения независимо от расы.
В составе 38,50 % из общего числа домашних хозяйств проживают дети в возрасте до 18 лет, 54,50 % домашних хозяйств представляют собой супружеские пары, проживающие вместе, 14,90 % домашних хозяйств представляют собой одиноких женщин без супруга, 25,90 % домашних хозяйств не имеют отношения к семьям, 22,60 % домашних хозяйств состоят из одного человека, 10,30 % домашних хозяйств состоят из престарелых (65 лет и старше), проживающих в одиночестве. Средний размер домашнего хозяйства составляет 2,74 человека, и средний размер семьи 3,22 человека.
Возрастной состав прихода: 29,80 % моложе 18 лет, 9,60 % от 18 до 24, 27,40 % от 25 до 44, 20,90 % от 45 до 64 и 12,30 % от 65 и старше. Средний возраст жителя прихода 34 лет. На каждые 100 женщин приходится 93,50 мужчин. На каждые 100 женщин старше 18 лет приходится 88,80 мужчин.
Средний доход на домохозяйство прихода составлял 26 684 USD, на семью — 31 812 USD. Среднестатистический заработок мужчины был 29 353 USD против 17 179 USD для женщины. Доход на душу населения составлял 13 424 USD. Около 21,00 % семей и 24,50 % общего населения находились ниже черты бедности, в том числе — 30,30 % молодежи (тех, кому ещё не исполнилось 18 лет) и 25,20 % тех, кому было уже больше 65 лет.